# Aria (manga)
Az Aria (eredeti cím: アリア, korábbi cím: Aqua) sikeres japán manga (képregény)-folyam, amely 2001 és 2008 között 60 "navigációban" (fejezetben) jelent meg. A történetből 2005 és 2008 között 52+1 részből álló televíziós animesorozat is készült. 2015. február 6-án a jogtulajdonos bejelentette, hogy a 10. évforduló alkalmából a tévésorozat az év szeptemberétől folytatódik. 

## Az Aria világa
A történet helyszíne Aqua, az emberiség által a XXII. század közepétől második lakóhely céljából terraformált korábbi Mars bolygó. A Föld, amelyet ekkoriban már "Manhome" néven emlegetnek lakói, súlyos környezetszennyezéssel küzd, a főhősnő Akari visszaemlékezései szerint például nem lehet már az óceánokban fürdeni vagy a homokban játszani és a városokat kupolák fedik.
Az Aqua projekt sem képes azonban teljes megoldást nyújtani a Manhome problémájára. Az akadozva folyó terraformálás végül a mesterségesen a földivel megegyező értékűre növelt gravitációs vonzás ellenére is részleges kudarcba fullad. A felszín alól kiolvasztott nagy mennyiségű jég a bolygó 90%-át vízzel borítja. Az éghajlat szabályozása sem teljesen sikeres, a kontinentális klímának megfelelő igen hideg és meleg évszakok váltakoznak a 24 földi hónapig tartó marsi év során.
Az Aqua a XXIII-XXIV. században elsősorban turistacélponttá válik, ahol a helyi telepes lakosság kéziiparból és a látogatókból tartja fent magát, a technológia használatát korlátozzák. Bár a bolygónak forgalmas űrkikötője és gravitációs plazmagenerátor-alagutakból álló hálózata van, a lakosság csak a szélerőművekből jut áramhoz, fűtés céljára pedig a hosszú, hideg telek ellenére mindössze rőzsét tüzelnek el.
A bolygó egyik fő nevezetessége Neo-Venezia, amely nagyrészt a Földön végül elsüllyedt Velence áttelepített épületeiből, illetve azok másolataiból tevődik össze – az észak-olasz város csatornáival, egyedi életstílusával és kultúrájával együtt.
Az olasz gondolások nem voltak hajlandók elhagyni süllyedő városukat, így a Marson a feministák élesztették újra a lagúnákban navigálás mesterségét, amit művészi szintre fejlesztettek. A hosszú fehér ruhás gondoláslányok (a sorozat szóhasználatában "undine") jellegzetes egyevezős bárkáikon idegenvezetőként és program-szervezőként kalauzolják a vendégeket, nászutas párokat, gyerekes családokat, időseket a nevezetességek között.
A kékszemű macskákat szerencsehozó talizmánként tisztelő gondoláscégek közül legrégebb óta a piros csíkos egyenruhájú, több mint százéves Himeya Company működik, amely mintegy 80 alkalmazottat foglalkoztat.
Az elitképzőként is működő, két-háromfős, tengerészkék csíkos Aria Company-t a Himeya legendásan tehetséges és népszerű undine-je, "Granma" Akino egy kóbor macska inspirálására alapította kb. 35 évvel a történet kezdete előtt – azért, hogy maga rendelkezhessen az idejével.
A tőkeerős Orange Planet – amely mindössze 10 éve alakult – azonban mindkét céget hamarosan lekörözte, várnak beillő campusukban száznál is több sárga csíkos egyenruhájú, barett-sapkás undine dolgozik. Az új cég megjelenésével drámaian átalakult a gondolázás stílusa, mind fiatalabb lányokat foglalkoztatnak – az egykor harminc évig navigáló "Granma" Akino helyét ma huszonéves evezős sztárok töltik be, akik máris a visszavonuláson gondolkodnak.

## Szereplők

### Az Aria főbb szereplői
- Mizunasi Akari: A történet főhősnője, a kétfős Aria Company újonca, előbb dupla (pair), majd előléptetik egykévé (single).

(Megjegyzés: A tanoncok által hordott, a megviselt kezeket eltakarni hivatott kesztyűk száma egyben rangjelzésként is szolgál az undine világban, a vizsgázott prímák csupasz kézzel dolgoznak.)
A rózsaszín hajú, naiv megjelenésű Akari 15 éves korában a Földről érkezett Aqua-ra, hogy undine lehessen – nagyobb mennyiségű vizet azonban addig csak uszodában látott és szimulátorban tanult evezni – tévedésből azt is hátrafelé, ami kezdetben sok gondot okozott a számára. Rendkívül jó természete és az egyszerű tevékenységekhez való vonzódása azonban hamar népszerűvé teszi a városban és barátnőket szerez neki.
Akari a legtöbb meglepő fordulatra bamba arckifejezéssel és a hohi! (hűha!) megjegyzéssel reagál. A földi érkezett lány rendkívül elfoglalt tanára számára házvezetőnői feladatokat is ellát és gondoskodik a cégük kabala-macskájáról, Aria sachou-ról. A macskákhoz fűződő kapcsolata révén Akari bepillantást nyer választott bolygójának titkaiba, sőt múltjába is.
A történet befejezésében a prímává előlépett Akari átveszi visszavonuló tanárától, Aliciától az Aria Company vezetését.
- Aika S. Granzchesta: Akari legjobb barátnője, egy rendkívül ambiciózus, de lustálkodásra is hajlamos csinos, kék hajú lány, aki a Himeya Company egyetlen örökösnője. Szinte minden szabadidejét Akari-val és Alice-szal tölti, mivel saját cégénél a legtöbben szolgalelkűen viselkednek vele szemben, szigorú oktatójával pedig rendszeresen konfliktusban áll. Ennek egyik fő oka, hogy Aika mindenkinél jobban rajong Akari mesteréért, a szelíd Aliciáért, aki kiskorában indíttatást adott neki, hogy a legjobb undine-né próbáljon válni.

Aika menetrendszerűen lehordja Akari-t, ha a földi lány érzelmes vagy ciki megjegyzéseket tesz (Hazukasi serifu kiishi!), a történet folyamán azonban saját magára is egyre gyakrabban rá kell ripakodnia… Aika gondozza Hime Sachou-t, a Himeya cég fekete szőrű elnök-kabalamacskáját. A történet végén a prímává előléptetett örökösnő elhagyja Neo-Veneziát, hogy átvegye a cég egyik új kirendeltségének vezetését.
- Alice Carrol: Az apró termetű, hosszú fakózöld hajú Alice alig 14 évesen került az Orange Planet csapatába és még általános iskolába jár. Evezésben megmutatkozó tehetségével máris messze felülmúlja két barátnőjét, introvertált természete és szépségét meghazudtolóan rossz modora miatt azonban sokáig magányos volt – Akari őszintesége mégis megtörte elzárkózását. Az Alice által befogadott apró kóbor cica, Maa-kun, tanára közbenjárására az Orange Planet cég új elnök-kabalája lett. A kislány mindenki másnál jobban tiszteli és példaképének tartja az idős Akino "nagyanyót".

Alice mononton hanghordozással beszél, mondanivalóját csak a dekkai (óriási/király) jelzővel hangsúlyozza. A történet folyamán a kislány majdnem végig dupla marad – az általa viselt hosszú szárú ujjatlan kesztyűk miatt néha úgy tűnik, mintha robotkezei lennének. A sorozat befejezésében Alice-t a marsi gondola-történelemben először duplából egyenesen prímává léptetik elő, hogy segíthessen az idejét az evezés és az opera között megosztó tanárának.
Akarit és két barátnőjét Neo-Venezia elismerten legjobb gondolásai, a korábban szintén szoros baráti társaságként tanonckodó "Vízitündérek" személyesen oktatják. Az ifjoncok emiatt bizonyos tekintetben kivételezett helyzetet élveznek a város sok tucatnyi undine-növendéke között, nem kell részt venniük az egykék számára nagy megpróbáltatást, néha szakmai zsákutcát jelentő traghetto (átkelő-gondola) szolgálatban és a napi közös gyakorlás mellett arra is marad idejük, hogy a városban együtt kóboroljanak.

### Mestereik
- Alicia Florence: Az Aria Company egyetlen prímája, őt tartják a legeslegjobbnak Neo-Venezia három "vizitündére" közül – kecsessége és akrobatikus evezési képességei miatt számtalan rajongója van a dús szőke hajú gondoláslánynak. Alicia vékony, gyerekes hangon beszél és igyekszik távol maradni minden konfliktustól, ilyenkor csak "ara-ara-ara" gügyögéssel reagál.

Egyetlen tanítványával, Akarival nővérekként élnek az Aria Co. stégházában. A képregényben alkoholista, ez a részlet a animés változatból kimaradt. A történet végén férjhez megy és a gondolás érdekvédelmi egyesületben tevékenykedik tovább. Nevében a "Florence" Firenze olasz város angol neve.
- Akira E. Ferrari: A Himeya temperamentumos vízitündére, aki mindent tud a városról és híres emberismeretéről – a problémás utasokkal is könnyen boldogul. Népes rajongótáborának nagy része hölgyekből áll, ami erősen zavarja a nőiességére büszke, hosszú barna hajú Akirát.

Növendékét, Aikát és gyakran a másik két lányt is kíméletlenül, "démoni instruktorként" gyakorlatoztatja, mert saját tapasztalatai alapján úgy véli, hogy magától senki sem elég motivált. Az Aria saga végén Akira E. Ferrari marad egyedül gondolás szolgálatban a három vízitündér közül.
- Athena Glory: A kreol bőrű, rövid szürkéslila hajú lány az Orange Planet vízitündére. Amerre csak evez, Neo-Veneziában megáll az élet, a járókelők csodálatos énekhangjában gyönyörködnek – és igyekeznek véletlenül sem az útjába kerülni a rettenetesen ügyetlen és feledékeny gondoláslánynak.

Szobatárs növendékéhez, Alice-hoz hasonlóan introvertált személyiség, ritkán és keveset beszél, estéit olvasással tölti. Akik nem ismerik közelebbről, lassú felfogásúnak tartják, a valóságban 
azonban sokszor a háttérből segít a problémák megoldásában. A történet végén a La Fenice operaházban vállal szerepet. (Az animéhez Eri Kawai énekesnő szinkronizálta Athena Glory dalbetéteit.)

### További szereplők
- Aria Pokoteng: Az Aria Company kabala-elnökmacskája, a legendás "Granma" Akino vele együtt alapította a legkisebb gondolás céget. A kövér, fehér szőrű Aria-sachou marsi fajtához tartozik, ezért igen kevéssé hasonlít egy szokásos macskára. Egy kisgyermek értelmi színvonalán áll, a lányokkal közös asztalnál eszik, de beszélni nem tud. Aria-sachou nagyon fél Maa-kuntól, az Orange Planet apró kabalamacskájától, aki mindig megrágja a bundáját.
- Ai-chan: (kizárólag az anime változatban szerepel) Akari első "ügyfele", egy arrogáns viselkedésű tízéves földi turista kislány, aki szó szerint zsarolással kényszeríti a gondolástanoncot, hogy vigye körben a lagunában – bár az egykéknek erre még nincs jogosításuk.

Akari és Ai-chan azonban a nap végére összebarátkoznak és később is rendszeres bolygóközi e-mail kapcsolatban maradnak. A kettejük között folyó levél-párbeszédek gyakran narrációként szolgálnak az egyes Aria-epizódok elején és végén. Ai-chan a szünidőben visszalátogat az Aqua-ra és a történet legvégén Akari tanítványaként belép az Aria Company-hez.
- Akatsuki-san: Magasra nőtt, hagyományos szamuráj-viseletet hordó fiatalember, aki éghajlatszabályozónak (szalamander) tanul a Neo-Venezia fölött lebegő időjárás-irányító állomáson. Gyakori haragjának oka, hogy rá van utalva sikeres üzletember bátyja anyagi támogatására, aki rendszeresen megalázza. Láthatóan érdeklődik Akari iránt, akit Malacfarkincának (Momiko) hív és mindig megrángatja a copfját – a lány legnagyobb bosszúságára.
- Albert Pitt: Al-kun egyike a bolygó gravitációját szabályozó "gnómoknak", aki társaihoz hasonlóan szemüveges, kis növésű és mindig fekete ruhában jár, ha a felszínre jön – Aika-chan érdeklődik iránta.
- Woody-san: A helyi futárszolgálat örökvidám légimotorosa (sylph), aki kisebb-nagyobb küldeményeket, élelmiszert szállít az Aria Company számára.
- Caith Sith (Kacor király): Két embernél is magasabb fekete kandúr, akit a többi macska uralkodóként tisztel. Több mint száz éve él Neo-Veneziában, a karneválok idején titokban ő személyesíti meg Casanova álarcos figuráját – kilétét eddig csak Akari és Ai-chan előtt fedte fel. Az eredeti képregény (manga) változatban Ai-chan egyáltalán nem szerepel, helyette Caith Sith alakítja Akari rejtélyes e-mail levelezőtársát.

## Kritika
Az eredetileg általános iskola alsó tagozatos lányok számára készült érzelmes képregény-sorozat rövid időn belül Japán egyik legnépszerűbb mangájává nőtte ki magát – az új fejezeteket tartalmazó magazinok rendszeresen vezették az eladási listákat, annak ellenére, hogy a történet rengeteg A-betűvel kezdődő nevű szereplőjét könnyű összekeverni.
Az Aqua/Aria melankolikus szépsége mellett több olyan témát is feldolgoz, amely szervesen illeszkedik a japán kultúrába, ilyen például a dolgok múlandósága feletti merengés vagy a nehézségeket is elfogadó, bátor szembenézés a jövővel.
Az Aria rajzfilmek animációja a japán átlagot lényegesen meghaladó minőségben készült, a rajzolók a nagy vízfelületek miatt szükséges fejlett digitális CGI-támogatás mellett számtalan pasztell színárnyalatot is használtak.
A sorozat egyik jellegzetessége a meghökkentő vagy ciki helyzetbe került szereplők kesztyűbábokként történő ábrázolása – ez a mulatságos "super-deformed" rajzstílus más animékben is megszokottnak számít, az Aria esetén azonban sok rajongó szerint túlzásba vitték a használatát. Az epizódok nem tartalmaznak olyan jeleneteket, amelyeket az európai-amerikai kultúrkörben gyakran kifogásolnak az anime műfaj ellenzői.
A sorozat az évek folyamán megőrizte minőségét és vonzerejét, bár a rajongók legjobbnak a középső 26 részes anime évadot tartják. Az Aria the Animation (13 rész), az Aria the Natural (26 rész), az Arietta the OVA (1 rész) és az Aria the Origination (13 rész) után már nem várható további folytatás, mivel 2008 elején a hatvanadik "navigációval" az eredeti Aqua/Aria mangafolyam alaptörténete is lezárásra került – a rajzoló, Kozue Amano számára inspirációt jelentő két házi macska pedig már korábban elpusztult.
Az Aria-saga külföldön is népszerű, de csak kevés nemzetközi disztribútor licenceli. A Hikari no Kiseki és más amatőr fan-sub csoportok munkájának eredményeként azonban az új anime epizódok angol felirattal ellátott változatai többnyire már néhány nappal a japán premiert követően elérhetővé váltak a netes fájlmegosztó hálózatokon.